# پنزهرست
پنزهرست (به انگلیسی: Penshurst) یک روستا و محله مدنی در بریتانیا است که در Sevenoaks واقع شده‌است. پنزهرست ۱٬۶۲۸ نفر جمعیت دارد.